# Julian Forte
Pour les articles homonymes, voir Forte.
Julian Forte (né le 7 janvier 1993) est un athlète jamaïcain, spécialiste des épreuves de sprint.

## Biographie
En 2014, il remporte la médaille d'or du relais 4 × 100 mètres lors des premiers relais mondiaux de l'IAAF, à Nassau aux Bahamas, en compagnie de Nesta Carter, Nickel Ashmeade et Yohan Blake. 
Avec les Yohan Blake, Warren Weir, Kemar Bailey-Cole, Nickel Ashmeade, Dexter Lee, Tyquendo Tracey, Jermaine Brown et autres Jason Young, il représente la nouvelle génération d'étoiles montantes du sprint jamaïcain.
Le 4 août, lors des séries des Championnats du monde de Londres, il réalise le meilleur temps des séries en égalant son record personnel en 9 s 99.
Le 27 août, il remporte l'ISTAF Berlin en 9 s 91, record personnel.

## Palmarès
| Date | Compétition               | Lieu             | Résultat | Épreuve   | Temps   |
| ---- | ------------------------- | ---------------- | -------- | --------- | ------- |
| 2014 | Relais mondiaux de l'IAAF | Nassau           | 1er      | 4 × 100 m | 37 s 77 |
| 2016 | Ligue de diamant          | Ligue de diamant | 3e       | 200 m     | détails |
| 2019 | Relais mondiaux de l'IAAF | Yokohama         | 6e       | 4 x 100 m | 38 s 88 |

## Records
| Épreuve | Performance | Lieu      | Date             |
| ------- | ----------- | --------- | ---------------- |
| 100 m   | 9 s 91      | Berlin    | 27 août 2017     |
| 200 m   | 19 s 97     | Bruxelles | 9 septembre 2016 |